# The Dubliners
The Dubliners é uma banda de música tradicional irlandesa. Sua composição mais famosa é Whiskey In the Jar, gravada em 2004 pela banda de Thrash Metal Metallica.

## Composição
- 1962-1964: Ronnie, Luke, Barney, Ciarán
- 1964-1965: Ronnie, Barney, Ciarán, Bobby, John
- 1965-1974: Ronnie, Luke, Barney, Ciarán, John
- 1974-1979: Luke, Barney, John, Jim
- 1979-1983: Ronnie, Luke, Barney, John
- 1983-1988: Ronnie, Barney, John, Seán
- 1988-1995: Ronnie, Barney, John, Seán, Eamonn
- 1996-presente: John, Seán, Eamonn, Paddy

## Discografia
- The Dubliners and Luke Kelly (1964)
- In Concert (1965)
- Finnegan Wakes (1966)
- Seven Drunken Nights (también A drop of the Hard Stuff)(1967)
- More of the Hard Stuff (1967)
- Seven Deadly Sins (tambem Drinking and Courting)(1968)
- Whiskey on a Sunday (tambem At it Again)(1968)
- Live at the Royal Albert Hall (1969)
- At Home with The Dubliners (1969)
- Revolution (1970)
- Hometown (1972)
- Double Dubliners (1972)
- Plain and simple (1973)
- Live (1974)
- Now (1975)
- A Parcel of Rogues (1976)
- Live at Montreux (1977)
- Home, Boys, Home
- 15 Years On (1977)
- Together Again (1979)
- Prodigal Sons (1983)
- Live at Carre (1983)
- 21 Years On (1983)
- 25 Years Celebration (1987)
- Dubliner's Dublin(1988)
- 30 Years A-Greying (1992)
- Further Along (1996)
- Alive Alive-O (1997)
- The Defenitive Transatlantic Collection(1997)
- Original Dubliners (2000)
- The best of The Dubliners (2002)
- At their best
- The Transatlantic Anthology (2002)
- 40 Year Celebration
- Live at the Gaiety
- Spirit of the Irish (2003)